# Аль-Нур
Аль-Нур (араб. حزب النور‎) — одна из крупнейших политических партий Египта, придерживается радикального исламистского направления. Возникла в 2011 году как политическое крыло салафитских группировок. Её главной целью является создание теократического государства по образцу ваххабизма, как в Саудовской Аравии. По данным немецкого телеканала ARD, именно эта страна является главным спонсором партии.
На выборах 2011 года выступала с программой, предусматривавшей радикальную перестройку светского государства на основе внедрения принципов шариата в управление, экономику и судопроизводство.